# Психо (филм, 1960)
Вижте пояснителната страница за други значения на Психо.
„Психо“ (на английски: Psycho) е американски трилър на режисьора Алфред Хичкок от 1960 година.
Сценарият е написан от Джоузеф Стефано и въз основа на едноименния роман на Робърт Блох, който е основан върху престъпленията на серийния убиец Ед Гийн от щата Уисконсин.

## Сюжет
Внимание:  Текстът по-долу разкрива сюжета на произведението (или части от него)!
Филмът представя срещата между секретарката Мериън Крейн (Джанет Лий), която се крие в един мотел след като открадва пари от своя работодател, и собственика на мотела Норман Бейтс (Антъни Пъркинс), както и последвалите взаимоотношения. След това започват загадъчни убийства, които държат зрителя в постоянно напрежение.

## В ролите
| Актьор          | Роля                       |
| --------------- | -------------------------- |
| Антъни Пъркинс  | Норман Бейтс               |
| Джанет Лий      | Мериън Крейн               |
| Вера Майлс      | Лайла Крейн                |
| Джон Гавин      | Сам Ломис                  |
| Мартин Болсам   | Детектив Милтън Арбогаст   |
| Джон Макинтайър | Заместник-шериф Ал Чембърс |
| Саймън Оукланд  | Д-р Ричмънд                |
| Франк Албъртсън | Том Касиди                 |
| Пат Хичкок      | Карълайн                   |

## Награди и номинации
Филмът отначало е посрещнат със смесени чувства от критиката, но тя преразглежда коренно отношението си след като филмът събира впечатляващи приходи от продажбата на билети. В крайна сметка „Психо“ получава 4 номинации за „Оскар“ и днес е смятан за един от шедьоврите на Хичкок.
Според Американския филмов институт „Психо“ е най-добрият американски трилър.